# Australit

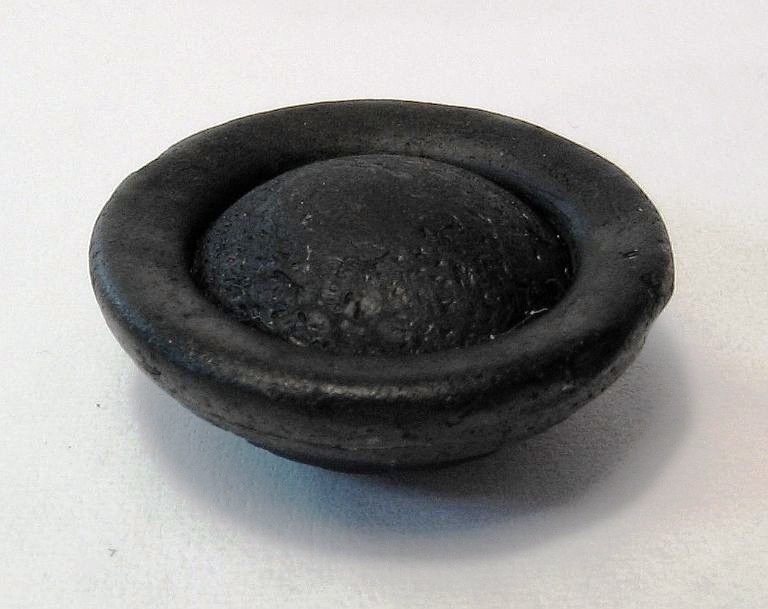

Australit je hornina, která patří mezi tektity. Má černou nebo tmavohnědou barvu se sklovitým leskem a tvar disku, kapky nebo činky. Nejvíce ceněny jsou australity v podobě čočky s širokými okraji. Jejich hmotnost zpravidla nepřesahuje 60 gramů.
Australity patří k nejvzácnějším tektitům. Bývají nacházeny v Austrálii jižně od 25. rovnoběžky, především na západě kontinentu. Mateřský kráter není znám, bývá kladen do oblasti jihovýchodní Asie. Stáří australitů se odhaduje na 700 000 let. Domorodí Austrálci je nazývají Ooga („hledící oko“) a považují je za posvátné. V roce 1857 australity popsal Charles Darwin.
Aerodynamický tvar australitů zkoumala NASA při hledání optimální konstrukce návratových modulů.